# Tribal Tech
Tribal Tech är ett progressivt fusionband. Bandet skapades 1984 av gitarristen Scott Henderson, och basisten Gary Willis. I bandet ingår Scott Kinsey på keyboard och Kirk Covington på trummor, och de har producerat fram nio album som sträcker sig över musikstilarna jazz, blues och rock. 

## Medlemmar
Nuvarande medlemmar
- Scott Henderson - gitarr
- Gary Willis - elbas
- Scott Kinsey - keyboard
- Kirk Covington - trummor

## Diskografi
Studioalbum
- Spears (1985)
- Dr. Hee (1987)
- Nomad (1989)
- Tribal Tech (1991)
- Illicit (1992)
- Face First (1993)
- Reality Check (1995)
- Thick (1999)
- Rocket Science (2000)
- X (2012)

Samlingsalbum
- Primal Tracks (1994)